# Provincie Suó

Mapa japonských provincií se zvýrazněnou provincií Suó

Provincie Suó (japonsky: 周防国; Suó no kuni), také známá jako Bóšú (防州), byla stará japonská provincie na nejzápadnějším cípu ostrova Honšú. Na jejím území se dnes rozkládá východní část prefektury Jamaguči. Suó sousedila s provinciemi Aki, Iwami a Nagato.
Starobylým hlavním městem provincie bývalo Hófu. Během většiny období Muromači byla provincie Suó ovládána klanem Óuči, který si nechal vystavět hrad v Jamaguči. Ale během období Sengoku provincii dobyl klan Móri a vládl jí po většinu následujícího období Edo.